# Ju 89轟炸機
容克斯Ju 89是一款納粹德國空軍在1930年代後期研製的重型轟炸機，是納粹空軍烏拉轟炸機計畫的一部份，原型機製成後，因納粹空軍層峰更換，建軍戰略改變而中止開發計畫。容克斯在Ju89上完成的設計很大程度影響該公司後續執行的重轟炸機研製計畫。

## 設計與開發
1933年納粹德國空軍草創建軍時，帝國航空部總長瓦爾特·韋佛將軍認為戰略轟炸將會在未來的衝突絕對是重點之一。其中Langstrecken-Grossbomber（"長距離戰略轟炸機"）將扮演決定性的角色。在烏拉轟炸機計畫案下，他分別與德國兩家主要航太製造商 - 都尼爾與容克進行機密會談，要求這兩家設計出長距離轟炸機。這兩家分別提出Do 19與Ju 89這兩款開發計畫，在1935年帝國航空部下令生產這兩款原型機。根據資料顯示帝國航空部要求兩家公司要生產9架兩款原型機。

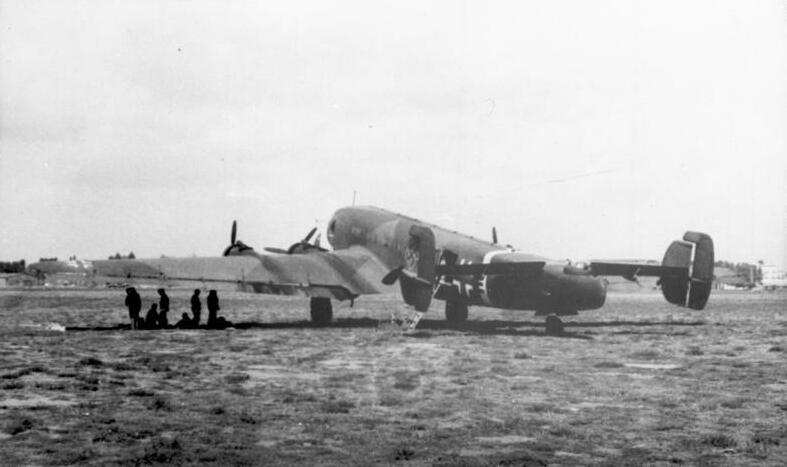

Ju 89與競爭者Do 19的未來充了希望，但是瓦爾特·韋佛將軍於1936年死於飛機失事改變了德國空軍的建軍方向。繼任者-恩斯特·烏德特與漢斯·耶匈尼克-為了能減少生產時人力與物力的消耗，故青睞輕型轟炸機。例如能為前線部隊執行密接支援轟炸的俯衝轟炸機（Ju 87 斯圖卡），而不是能轟炸敵境國防工業的重轟炸機。
他們說服赫爾曼·戈林軍隊需要的是能在前線戰場上提供支援的戰術轟炸機。戈林被德軍閃電戰的前期勝利所說服，但缺乏戰略轟炸機嚴重影響在不列顛戰役時的德國空軍。

### 一號原型機

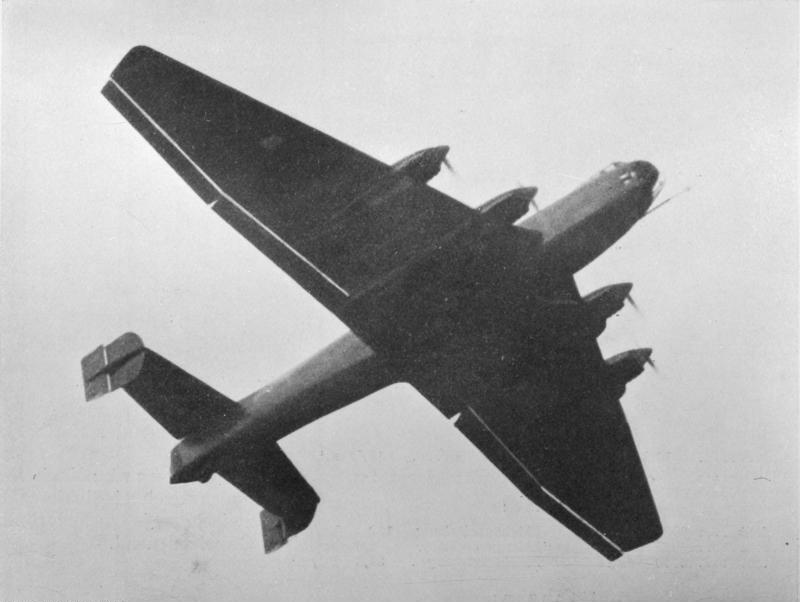
飛行中的JU-89

在1937年4月11日，Ju 89原型機D-AFIT（V1, c/n 4911）於黑森巴赫進行首飛，採用動力為Jumo 211A（單具輸出最大動力986匹馬力）。在首飛之後的17天，4月29日當天帝國航空部駁回了包括Do 19在內的兩款戰略轟炸機開發案，主要的原因在於戰略轟炸機的高油耗問題，但實情是假如屬於中型轟炸機如Ju 88，就以相同的物資生產更多的架數。

### 二號原型機
1937年7月容克完成了第二架Ju 89原型機D-ALAT，該機動力換裝DB600A引擎（單具輸出最大動力960匹馬力）。雖然烏拉轟炸機計畫中止，容克斯仍繼續利用完成的兩架原型機進行飛行測評，以了解大型機在飛行的各種特性。第三架Ju 89原型機在計畫取消後中止組裝作業。在飛測中，容克取得多次載彈與高空飛行性能的紀錄，例如在9,312 m（30,500 ft）高空中，攜帶5,000 kg（11,000 lb）炸彈與在7,242 m（23,750 ft）高空中，攜帶10,000 kg（22,000 lb）炸彈。
在1938年6月4日，容克運用第二架原型機D-ALAT創下了最大飛行高度下最大載彈能力的新世界紀錄，它攜帶5,000 kg（11,000 lb）炸彈飛行在9,312 m（30,500 ft）高空上。（在4,000 m/13,120 ft高度下相同的載彈量飛航距離卻較短）在1938年6月8日，D-ALAT達成在7,242 m（23,750 ft）高空中攜帶10,000 kg（22,000 lb）炸彈紀錄。
1938年後期，2架原型機皆交付給德國空軍，進行所謂的大型軍用運輸機概念發展。2架Ju 89在1939年底時以被視為破銅爛鐵，雖然有資料顯示德國空軍曾計畫動用Ju 89於挪威戰區進行大規模空運。在測試期間，漢莎航空對Ju89用於民航飛機的潛力抱持正面態度，在漢莎航空的資金支持下，容克斯修改重製了3號原型機，該機後獲得Ju 90的編號。

## 主要性能參數（Ju 89 V2）
基本信息
- 机组：5

性能
- 推重比：0.11 kW/kg

武器

（proposed）
- 2×20 mm MG FF機砲（英语：MG FF cannon）
- 2×7.92 mm（.312 in）MG 15機槍
- 1,600 kg（3,520 lb）bombload

## 外部連結
- WW2 in Color[]